# Eastbourne International 2023
Eastbourne International 2023 — тенісний турнір, що проходив на трав'яних кортах у місті Істборн, Велика Британія з 26 червня до 2 липня. Належав до категорій ATP 250 та WTA 500.

## Фінальна частина

### Чоловіки, одиночний розряд
Франсіско Черундоло —  Томмі Пол 6–4, 1–6, 6–4

### Жінки, одиночний розряд
Медісон Кіз —   Дарія Касаткіна 6–2, 7–6(15–13)

### Чоловіки, парний розряд
Нікола Мектич /  Мате Павич —  Іван Додіг /  Остін Крайчек 6–4, 6–2

### Жінки, парний розряд
Дезіре Кравчик /  Демі Схюрс —  Ніколь Меліхар /  Еллен Перес 6–2, 6–4